# 薬友会
薬友会（やくゆうかい）は、同窓会組織の名称の一つ。日本の大学の薬学部の同窓会の名称として用いられる。

## 主な薬友会
- 東京大学薬友会
- 京都大学薬友会
- 名古屋市立大学薬友会
- 千葉大学薬友会
- 北里大学薬友会
- 城西大学薬友会